# Final Fantasy VII Snowboarding
Final Fantasy VII Snowboarding est un jeu vidéo de snowboard sorti sur téléphone portable au Japon puis beaucoup plus tard aux États-Unis, le 1er avril 2005. Il est inspiré du mini-jeu de snowboard contenu dans le jeu de rôle Final Fantasy VII.

## Caractéristiques
Final Fantasy VII Snowboarding est le premier jeu développé par Square destiné au marché de la téléphonie mobile. Le joueur doit télécharger le jeu depuis son téléphone pour pouvoir y jouer, moyennant payement. À la suite de cet essai, Square (qui deviendra SquareEnix) développera d'autres jeux spécialement destinés aux téléphones portables, dont les remakes de Final Fantasy (premier opus) et Final Fantasy II. D'autres jeux suivront, au contenu entièrement inédit cette fois, notamment Final Fantasy VII: Before Crisis. Final Fantasy VII Snowboarding, au contraire de Before Crisis par exemple, n'est pas inclus dans la Compilation of Final Fantasy VII, probablement parce qu'il a été mis sur le marché avant que ce projet de compilation ne voie le jour.
Les différences par rapport au mini-jeu que l'on retrouve dans Final Fantasy VII sont les suivantes :
- Les graphismes sont retravaillés, les couleurs plus vives. En raison de l'étroitesse de l'écran des téléphones portables sur lesquels le jeu peut être joué, la largeur de la piste diminue considérablement. La taille du personnage reste par contre la même[2].
- Alors que le mini-jeu inclus dans Final Fantasy VII ne propose qu'une piste jouable, qui se divise deux fois en deux au cours de la descente, la version pour téléphone portable propose trois pistes différentes. Seule l'une est disponible au début du jeu. Pour débloquer l'accès aux deux suivantes, il faut terminer les précédentes dans un temps limité et/ou en accumulant un certain nombre de points.

## Détails techniques[3]
- Le jeu est jouable sur les modèles de téléphones mobiles suivants:
  - LG VX8000
  - LG VX8100
  - Audiovox 8940
  - Samsung A890

- Poids du fichier : 429 ko.
- Prix de l'abonnement :
  - Mensuel : 2.99 $
  - Illimité : 9.99 $